# Ajaltoun
Ajaltoun es una ciudad y municipio en el distrito de distrito de Keserwan en la Gobernación del Monte Líbano en el Líbano. Está localizado 24 km al norte de Beirut. La elevación media de Ajaltoun es de unos 850 metros sobre el nivel del mar y ocupa un área de 612 hectáreas. El municipio consta de un consejo de doce miembros, presidido por Clauvise Khazen. Además del consejo municipal, dos representantes, Georges Fersan y Antoine Harouni, también trabajan para la ciudad. La Iglesia de la Virgen María construida por el sheikh Khazen en 1647, y el monasterio de Mar Shalita se localizan en Ajaltoun. La ciudad fue también el sitio de accidente de avión del luchador durante Primera Guerra Mundial.

## Etimología
Ajaltoun se origina de la palabra fenicia para "estatua" o "área redonda".

## Demografía
Ajaltoun tiene una población estimada de 3,742 habitantes que viven en un total de 2,500 casas y operan unos 175 negocios. En el 2009 habían 2,524 votantes registrados en la ciudad. La mayoría de los habitantes son católicos maronitas aunque también hay Melkitas (católicos griegos) y cristianos ortodoxos griegos. Las familias más importantes son en orden tamaño los Sfeir, Ghosn, Harouni, Khalifah, Mdawar, Zoghbi, Mrad, Ghanem, Khazen, Abi Shaker y Kasisi.

## Economía
La principal fuente de ingresos en Ajaltoun se deriva del turismo, y hay cuatro hoteles y siete restaurantes en la ciudad. Un festival anual dedicado a San Zakhia se celebra en Ajaltoun a finales de August.

## Educación
Hay cinco escuelas en Ajaltoun, incluyendo la escuela pública de Ajaltoun, las Hermanas Mar Mansour para la Caridad y la Fundación Ajaltoun de las Artes. La Escuela Internacional Antonine, un instituto de educación superior también se encuentra en Ajaltoun.